# Čestice (Hradec Králové)
Čestice (Hradec Králové) é uma comuna checa localizada na região de Hradec Králové, distrito de Rychnov nad Kněžnou.